# Chimik Voskresensk
Il Chimik Voskresensk (in russo Хокке́йный клуб «Хи́мик» Воскресе́нск?, Chokkejskyj Klub "Chimik" Voskresensk)  è una squadra di hockey su ghiaccio con sede a Voskresensk, nell'Oblast' di Mosca, in Russia. La squadra gioca nello stadio del ghiaccio Podmoskovie Sports Palace, precedentemente noto come Chimik Sports Palace, con una capacità di 4 500 spettatori.

## Storia
Il Chimik venne fondato nel 2005, quando la squadra di Voskresensk si trasferì a Mytišči e cambiò nome nell'attuale Atlant Moskovskaja Oblast'. Il Chimik, che rimase a Voskresensk, venne quindi ammesso in Vysšaja Hokkejnaja Liga mentre l'Atlant in Kontinental Hockey League. Dopo aver vinto la VHL nel 2007–08, anche il Chimik venne inserito in KHL ma, a seguito del fallimento che interessò la società nel 2009, la squadra dovette abbandonare la KHL (verrà sostituita dall'Avtomobilist Ekaterinburg). I dirigenti della società, dopo che fu negata la reiscrizione in VHL, optarono per l'iscrizione a campionati di livello inferiore, in MHL; la squadra che assunse il nuovo nome di MHC Chimik.

## Colori e simboli
I colori sociali, come per l'Atlant, sono il giallo e il blu.